# Johnston (police de caractères)
Pour les articles homonymes, voir Johnston.
Johnston, ou Johnston Sans ou Railway est une police de caractères sans-serif conçue par Edward Johnston en 1916 pour Frank Pick. Elle est utilisée par les transports publics londonien depuis la création de la London Passenger Transport Board (en) en 1933 et par les compagnies l’ayant précédée depuis 1916.
Eric Gill, apprenti de Johnston, a aussi travaillé sur la police et celle-ci a influencé son Gill Sans.
En 2016, Monotype créé Johnston100, une version retouchée pour Transport for London,.